# Пасічник Олександр Валерійович
Олекса́ндр Вале́рійович Па́січник (1982—2014) — сержант Збройних сил України, учасник російсько-української війни.

## Короткий життєпис
Народився 1982 року в смт Чорний Острів (Хмельницька область). Закінчив загальноосвітню школу смт Чорний Острів. Строкову службу в 2000—2001 роках проходив в окремому полку Президента України. Якийсь час служив у підрозділі «Беркут». Після початку війни не знаходив собі місця.
Доброволець, сержант, 8-й окремий полк спеціального призначення.
26 серпня 2014-го загинув під час артилерійського обстрілу міста Іловайськ, вчиненого російськими терористами: 25-го Пасічник замінив молодшого за віком військовика, який не витримав напруги та зчинив істерику, відмовився виконувати наказ. Олександр замість нього сів на броню бойової машини, котра прикривала розвідувальну групу — висувалася в район Савур-Могили. Бойове завдання успішно виконане, група на БТР прикривала розвідників і снайперів, які пройшли непоміченими. Проте при цьому бронемашина потрапила під артилерійський вогонь. Сержант загинув від граду осколків.
Похований 31 серпня 2014 року у Чорному Острові. Через понівеченість тіла його ховали у закритій труні — мама попросила не відкривати. Під час похорону на труні поклали два берети: малиновий — співробітника спецпідрозділу міліції, і голубий — військ спецпризначення Збройних Сил.
Вдома лишилися батько Валерій і мама Антоніна Володимирівна, дружина, дід. Без батька зосталися двоє діточок — донька 2005 р. н. та син 2009 р. н.

## Нагороди та вшанування
За особисту мужність і героїзм, виявлені у захисті державного суверенітету та територіальної цілісності України, вірність військовій присязі під час російсько-української війни, відзначений — нагороджений
- 27 червня 2015 року — орденом «За мужність» III ступеня.
- Його портрет розміщений на меморіалі «Стіна пам'яті полеглих за Україну» в Києві: секція 3, ряд 3, місце 14
- Вшановується 26 серпня на щоденному ранковому церемоніалі вшанування українських захисників, які загинули цього дня в різні роки внаслідок російської збройної агресії[1]
- Рішенням 7-ї сесії Чорноострівської селищної ради від 29 квітня 2016 року вулицю Першотравневу, на якій народився Олександр Пасічник, перейменовано на його честь.
- На фасаді Чорноострівського ліцею відкрито меморіальну дошку Пасічнику Олександру.
- Рішенням 32 сесії 8 скликання від 6 серпня 2024 року присвоєно звання «Почесний громадянин Чорноострівської територіальної громади».